# Adalid Terrazas
Adalid Terrazas Abasto (ur. 25 sierpnia 2000 w Tiquipayi) – boliwijski piłkarz występujący na pozycji ofensywnego lub środkowego pomocnika, od 2023 roku zawodnik Always Ready.